# Red Cambera
Red Cambera es una organización medioambiental sin ánimo de lucro dedicada a la conservación del medio natural a través del voluntariado, la custodia del territorio y la educación ambiental. Fomentando la participación ciudadana en los procesos de toma de decisiones y en la propia gestión y conservación del medio ambiente. La asociación se fundó en dos mil diez con domicilio social en Mazcuerras (Cantabria).
En su trayectoria ha llevado a cabo diversoso proyectos, siendo el Proyecto Ríos el de mayor amplitud y repercusión.
Este proyecto surgió en Cataluña a iniciativa de la Asociación Hábitats extendiéndose posteriormente a otras zonas de la península ibérica. Se trata de un proyecto de voluntariado ambiental que busca la mejora y puesta en valor de los ecosistemas fluviales. La Red Cambera es la encargada desde dos mil ocho de gestionar este proyecto en Cantabria. 
En dos mil diecinueve el proyecto fue galardonado en el XXIV Certamen Humanidad y Medio del ayuntamiento de Camargo obteniendo el  primer premio Especial Sostenibilidad con el proyecto 'Diez años del Proyecto Ríos en Cantabria'.
En dos mil catorce la asociación inició un programa de seguimiento y mejora de las poblaciones de anfibios en el parque natural del Saja-Besaya con la intención de contribuir al conocimiento y conservación de la fauna anfibia y los ecosistemas en los que se ésta encuentra. Algunas de las actividades llevadas a cabo son la adecuación de abrevaderos como puntos de reproducción de anfibios, el seguimiento de las especies presentes en el Parque o el estudio de las enfermedades emergentes causadas por los hongos Batrachochytrium salamandrivorans y Batrachochytrium dendrobatidis.
En dos mil dieciocho, con el proyecto «Red4C: Ciencia Ciudadana y Cambio Climático», impulsó la creación de una red de trabajo de ámbito nacional, formada por entidades y organizaciones, destinada a abordar la mitigación y adaptación al cambio climático mediante la participación ciudadana.